# Tancheng
Tancheng (chinesisch 郯城县, Pinyin Tánchéng Xiàn) ist ein Kreis in der ostchinesischen Provinz Shandong. Er gehört zum Verwaltungsgebiet der bezirksfreien Stadt Linyi. Tancheng hat eine Fläche von 1.195 km² und zählt 936.166 Einwohner (Stand: Zensus 2010). Sein Hauptort ist die Großgemeinde Tancheng (郯城镇).
Die Stätte der alten Hauptstadt des Staates Tan (Tanguo gucheng (郯国故城)) steht seit 2006 auf der Liste der Denkmäler der Volksrepublik China (6-119).

## Geographie
Der Kreis Tancheng liegt im südlichen Teil der Hügelregion von Zentral- und Süd-Shandong und im Herzen der Tan-Cang-Ebene. Die Flüsse Yi und Shu fließen durch das Gebiet. Das Terrain ist im Norden höher als im Süden und im Osten höher als im Westen, mit einer maximalen Höhe von 184 Metern und einer minimalen Höhe von 26 Metern. Der Kreis liegt im Yishu-Bruchteil der Tanlu-Verwerfung, wo sich am 25. Juli 1668 ein schweres Erdbeben der Stärke 8,5 ereignete, das zwischen 43.000 und 50.000 Menschenleben forderte.
Dank seiner besonderen geologischen Beschaffenheit verfügt Tancheng über günstige Bedingungen für die Bildung von Bodenschätzen und ist reich an Ressourcen. Zu den wichtigsten Mineralien zählen Eisenerz, Kohle, Diamanten, Baryt und Fluorit. Besonders bekannt ist der Kreis für seine Diamanten, von denen zwei der vier größten in China entdeckten Exemplare aus Tancheng stammen (Stand Ende 2020).

### Erdbeben-Naturdenkmal im Dorf Maipo
Das Stätte der seismisch aktiven Verwerfung von Maipo in Tancheng liegt im Dorf Maipo (麦坡村), einem der achtundvierzig Dörfer der Großgemeinde Gaofengtou (高峰头镇). Die Verwerfung, die das Erdbeben von Shandong 1668 verursachte und Tancheng verwüstete, ist noch heute sichtbar.

## Bevölkerung
Die Gesamtbevölkerung des Kreises Tancheng ist zwischen 1959 und 2019 stetig gestiegen, von 479.300 auf 1.040.500 Menschen, was einen kontinuierlichen Aufwärtstrend zeigt.
| Jahr | Gesamtbevölkerung (in 10.000) |
| ---- | ----------------------------- |
| 1959 | 47,93                         |
| 1969 | 63,16                         |
| 1979 | 74,86                         |
| 1989 | 85,09                         |
| 1999 | 96,45                         |
| 2009 | 100,64                        |
| 2019 | 104,05                        |

Seit 1949 ist die Bevölkerung des Kreises Tancheng in 70 Jahren um 626.900 Menschen gestiegen, was einer Nettozuwachsrate von 151,57 % entspricht. Diese Zunahme ist 19,12-mal höher als der Bevölkerungszuwachs in den 186 Jahren vor der Gründung der Volksrepublik. Zwischen 1953 (der ersten Volkszählung mit 338.770 Menschen) und 2019 wuchs die Bevölkerung in 66 Jahren um 701.700 Menschen, was einer Nettozuwachsrate von 210,06 % entspricht, und ist damit 21,4-mal höher als die Zunahme vor der Gründung der Republik.
Im Jahr 2022 betrug die Gesamtbevölkerung des Kreises 1.041.472, davon 307.575 in Städten und 733.897 in ländlichen Gebieten. Es gab 541.909 Männer und 499.563 Frauen. Die Zahl der Neugeborenen lag bei 7.953, während 11.458 Personen verstarben.
Im Jahr 2023 betrug die Gesamtbevölkerung des Kreises 1.040.775, darunter 350.028 in Städten und 690.747 in ländlichen Gebieten. Es gab 541.810 Männer und 498.965 Frauen. Die Zahl der Neugeborenen lag bei 7.411, 542 weniger als im Vorjahr, während 5.929 Personen verstarben.
Bis Ende 2023 betrug die ständige Bevölkerung des Kreises Tancheng 1,041 Millionen, 1.482 mehr als im Vorjahr, mit 350.000 Stadtbewohnern und 691.000 Landbewohnern.

## Klima
Der Kreis Tancheng hat ein warmgemäßigtes, kontinentales Monsunklima mit einer durchschnittlichen Jahrestemperatur von 13,9 °C und einer jährlichen Niederschlagsmenge von 867,7 mm.

## Verkehr
- Straßenverkehr: Nationalstraßen 205 und 310, G2-Peking-Shanghai-Autobahn
- Eisenbahn: Juxin-Bahnstrecke, im Bau befindliche Peking-Shanghai-Hochgeschwindigkeitsbahnlinie
- Flughäfen: Linyi Qiyang Internationaler Flughafen (50 km), Lianyungang Huaguoshan Flughafen (80 km), Xuzhou Guanyin Internationaler Flughafen (110 km)

## Administrative Gliederung
Der Kreis Tancheng setzt sich aus elf Großgemeinden und sechs Gemeinden zusammen. Diese sind:
- Großgemeinde Tancheng 郯城镇 (Hauptort)
- Großgemeinde Matou 马头镇
- Großgemeinde Zhongfang 重坊镇
- Großgemeinde Lizhuang 李庄镇
- Großgemeinde Zhedun 禇墩镇
- Großgemeinde Yangji 杨集镇
- Großgemeinde Huangshan 黄山镇
- Großgemeinde Gangshang 港上镇
- Großgemeinde Gaofengtou 高峰头镇
- Großgemeinde Miaoshan 庙山镇
- Großgemeinde Shadun 沙墩镇

- Gemeinde Shengli 胜利乡
- Gemeinde Xincun 新村乡
- Gemeinde Huayuan 花园乡
- Gemeinde Guichang 归昌乡
- Gemeinde Honghua 红花乡
- Gemeinde Quanyuan 泉源乡